# Benjamin Franklin
Benjamin Franklin   (Boston, 17 de gener de 1706 - Filadèlfia, 17 d'abril de 1790) fou un polímata estatunidenc, que fou actiu com a escriptor, científic, inventor, estadista, diplomàtic, impressor, editor i filòsof polític.
És considerat un dels Pares fundadors dels Estats Units. Va participar en la redacció de la Declaració d'Independència i en fou un dels signants. També va exercir com a ambaixador dels Estats Units a França i va participar en la redacció de la Constitució dels Estats Units.
En el terreny científic destacà pels seus estudis sobre l'electricitat i per la invenció del parallamps.

## Biografia
Quinzè germà d'un total de disset, Benjamin Franklin va cursar únicament estudis elementals, i aquests només fins a l'edat de deu anys. Als dotze va començar a treballar com a impressor en una empresa propietat d'un dels seus germans. Més tard va fundar el diari Pennsylvania Gazette, que va publicar entre els anys 1728 i 1748. Va publicar a més l'Almanac del Pobre Richard (Poor Richard's Almanack, 1732-1757) i va ser responsable de l'emissió de paper moneda a les colònies britàniques d'Amèrica (1727).

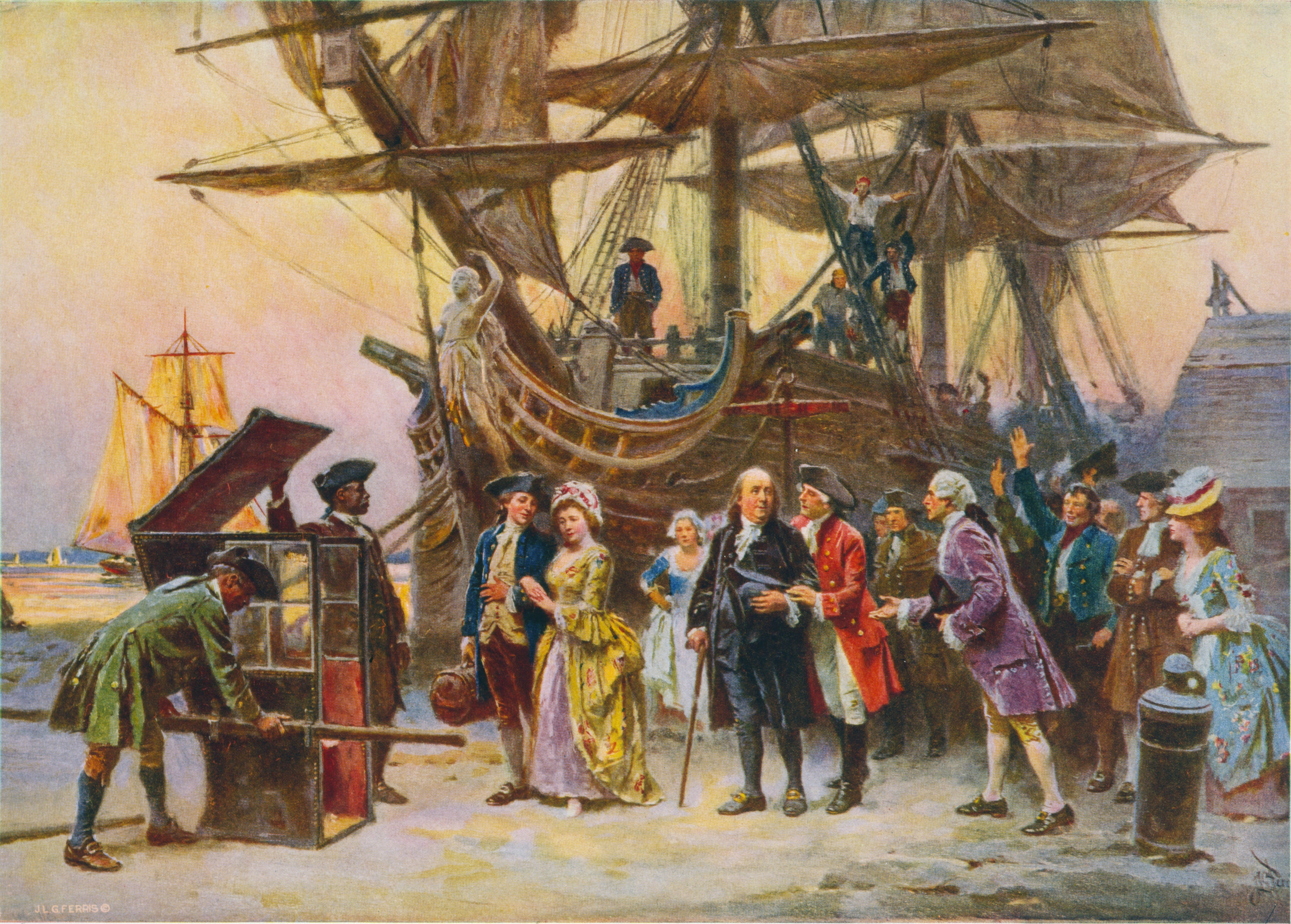
El retorn de Franklin a Filadèlfia (1785), de Jean Leon Gerome Ferris

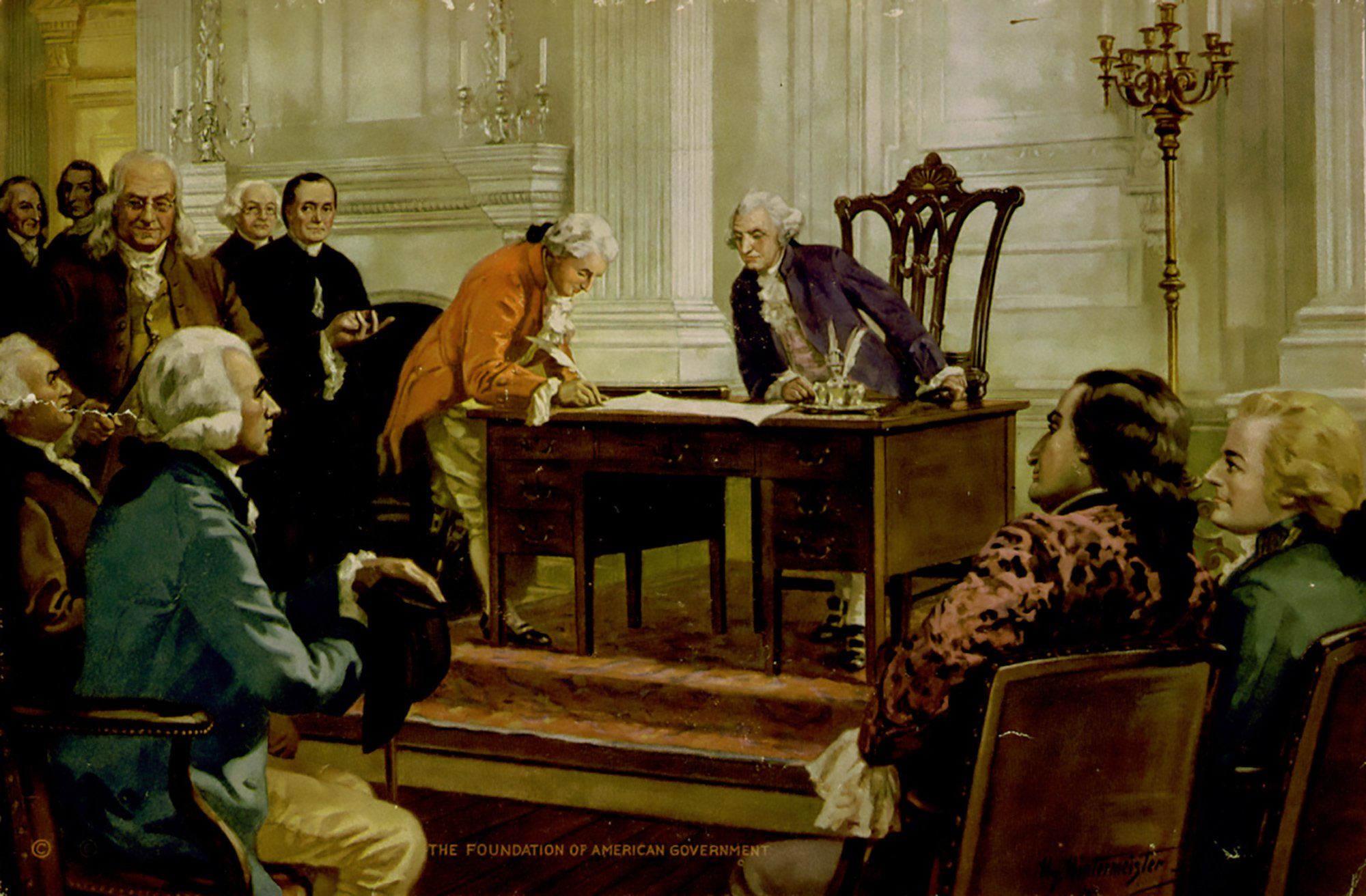
El governador Morris signa la Constitució davant Washington. Franklin està darrere de Morris. Pintura de Hintermeister, 1925.

El seu temperament actiu i polifacètic va impulsar també a Benjamin Franklin a participar en les qüestions d'àmbit local, per exemple, en la creació d'institucions com el cos de bombers de Filadèlfia, la primera biblioteca pública de subscripció dels Estats Units i la Universitat de Pennsilvània, així com la Societat Filosòfica Americana. Va ser l'únic americà de l'època colonial britànica que va aconseguir fama i notorietat a l'Europa del seu temps.
Escriví diversos assaigs i una autobiografia (Memoirs of the Life and Writtings of Benjamin Franklin, 1817-19). Entre les seves obres trobem The Way to Wealth, traduïda al català com Lo camí de la fortuna el 1868 per Gaietà Vidal i Valenciano.

## Obra científica
L'interès de Benjamin Franklin pels temes científics va començar a mitjans de segle i va coincidir amb l'inici de la seva activitat política, que es va centrar en diversos viatges a Londres, entre 1757 i 1775, amb la missió de defensar els interessos de Pennsilvània.
Pel que fa a la seva activitat científica, va investigar els fenòmens elèctrics, va descobrir el poder de les puntes metàl·liques, va enunciar el principi de la conservació de l'electricitat i el 1752 va descobrir la natura elèctrica dels llampecs i fou l'inventor del parallamps.
Durant la seva estada a França, el 1752, va dur a terme el famós experiment de l'estel que li va permetre demostrar que els núvols estan carregats d'electricitat i que, per tant, els llamps són essencialment descàrregues de tipus elèctric. La data i els detalls de l'experiment són objecte de controvèrsia.
Per a la realització de l'experiment, no exempt de risc, va utilitzar un estel dotat d'un filferro metàl·lic unit a un fil de seda que, d'acord amb la seva suposició, havia carregar amb l'electricitat captada pel filferro. Durant la tempesta, va apropar la mà a una clau que penjava del fil de seda, i va observar que, el mateix que en els experiments amb ampolles de Leyden que havia realitzat amb anterioritat, saltaven espurnes, la qual cosa demostrava la presència d'electricitat.
Aquest descobriment li va permetre inventar el parallamps, l'eficàcia va donar lloc al fet que ja el 1782, a la ciutat de Filadèlfia, s'haguessin instal·lat 400 d'aquests enginys. Els seus treballs sobre l'electricitat el van portar a formular conceptes com ara el de l'electricitat negativa i positiva, a partir de l'observació del comportament de les varetes d'ambre, o el de conductor elèctric, entre d'altres.

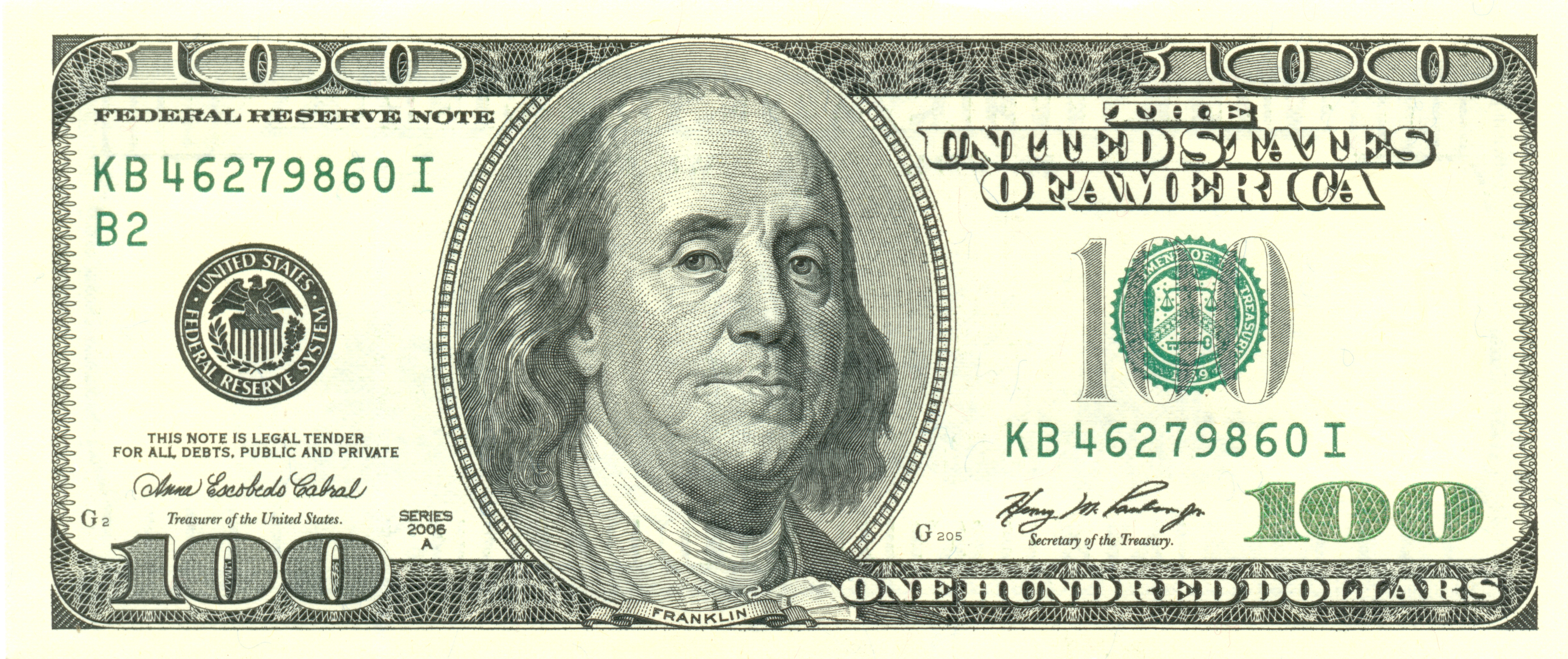
Rostre de Benjamin Franklin en els bitllets de 100 dòlars estatunidencs.

A més, va exposar una teoria sobre l'electricitat en la qual considerava que aquesta era un fluid subtil que podia presentar un excés o un defecte, descobrir el poder de les puntes metàl·liques en observar que un cos amb càrrega elèctrica es descarrega molt més de pressa si acaba en punta, i va enunciar el principi de conservació de la càrrega elèctrica.
Va inventar també l'anomenada estufa salamandra, les anomenades lents bifocals i l'harmònica de vidre. La gran curiositat que sentia pels fenòmens naturals li va induir a estudiar, entre d'altres, el curs de les tempestes que es formen en el continent americà, i va ser el primer a analitzar el corrent càlida que discorre per l'Atlàntic nord i que en l'actualitat es coneix amb el nom de corrent del Golf. També va estudiar alguns dels problemes relacionats amb el creixement demogràfic, la contaminació de l’aire i la higiene.
Va tractar també l'efecte del vessament d'oli per a calmar les onades.